# Royal Warrant

Armoiries royales du Royaume-Uni telles qu'apposées sur certains produits.

Les compagnies écossaises avec les Royal Warrants doivent utiliser la version écossaise des armoiries royales.

Les Royal Warrants of Appointment sont des mandats émis aux entreprises qui fournissent des biens ou des services à une cour royale ou certains personnages royaux. Ce mandat permet au fournisseur de faire de la publicité sur le fait qu'ils fournissent la famille royale, par la présence des armoiries sur les factures ou les points de vente. C'est également une sorte de prestige pour l'entreprise. L'ensemble des prestations (vente ou service) de l'entreprise est contrôlé sur plusieurs années par une association détentrice des mandats, et pas uniquement les produits destinés à la couronne britannique. L'un des plus anciens Royal Warrant, toujours d'actualité, date de 1740.
Particulièrement présentes au Royaume-Uni avec la famille royale britannique, de telles distinctions existent également dans d'autres pays où existe notamment une monarchie comme les Pays-Bas, la Belgique (Fournisseur breveté de la Cour de Belgique), la Thaïlande, le Danemark la Suède, le Luxembourg et sont basées plus ou moins sur le modèle britannique. Quatorze entreprises au monde disposent simultanément de trois mandats britanniques émanant de la reine, du duc d'Edimbourg et du prince de Galles.
Ces mandats sont généralement représentés sur les produits grâce à l'apposition d'armoiries royales.

## Quelques détenteurs du Royal Warrant
Parmi les 800 entreprises distinguées possédant au moins un Royal Warrant, il est possible de citer : 
Aston Martin, 
Bacardí, 
Bentley Motors, 
Champagne Bollinger, 
BT Group, 
Burberry, 
Cadbury, 
The Carphone Warehouse Group, 
Castrol, 
Clarins, 
DHL, 
Fortnum & Mason, 
Garrard & Co,
Gieves & Hawkes, 
H. P. Bulmer, 
J. Barbour and Sons, 
James Purdey & Sons, 
Jaguar (automobile), 
Jenners (Édimbourg),
John Lobb, 
Land Rover, 
Penhaligon's, 
Samsung Electronics, 
Schweppes, 
Steinway & Sons, 
Twinings, 
Unilever, 
Vauxhall (entreprise), 
Waitrose, 
Weetabix, ainsi que plusieurs marques françaises de champagnes telles : 
Champagne Bollinger,
Champagne Lanson, 
Champagne Louis Roederer, 
Champagne Moët & Chandon,
Pol Roger,
Champagne Veuve Clicquot Ponsardin
Laurent-Perrier.